# 登特海姆
登特海姆（荷蘭語：Dentergem，荷蘭語發音：[ˈdɛntəʁɣɛm] ⓘ）是比利时弗拉芒大區西佛兰德省蒂爾特區的一个市镇，西与东佛兰德省接壤，通行荷蘭語，是弗拉芒社群的一部分，面积26.09平方千米，人口8,484人（2018年1月1日）。